# جينا بيرش
جينا بيرش (بالإنجليزية: Gina Birch)‏ هي مغنية بريطانية، ولدت في 1955 في نوتنغهام في المملكة المتحدة.

## وصلات خارجية
- جينا بيرش على موقع ميوزك برينز (الإنجليزية)
- جينا بيرش على موقع ديسكوغز (الإنجليزية)